# Araeognatha ambigua
Araeognatha ambigua là một loài bướm đêm trong họ Noctuidae.